# أوتيس راش
أوتيس راش (بالإنجليزية: Otis Rush) هو كاتب أغاني ومغني وموسيقي أمريكي، ولد في 29 أبريل 1935 في فيلادلفيا في الولايات المتحدة، وتوفي في 29 سبتمبر 2018 في شيكاغو في الولايات المتحدة بسبب أمراض دماغية وعائية.

## وصلات خارجية
- الموقع الرسمي
- أوتيس راش على موقع IMDb (الإنجليزية)
- أوتيس راش على موقع ميوزك برينز (الإنجليزية)
- أوتيس راش على موقع أول ميوزيك (الإنجليزية)
- أوتيس راش على موقع ديسكوغز (الإنجليزية)